# Bernardo Añor
Bernardo Añor Guillamón (Caracas, 7 ottobre 1959) è un ex calciatore venezuelano, di ruolo centrocampista.

## Caratteristiche tecniche
Giocava come centrocampista offensivo.

## Carriera

### Club
Iniziò in patria con il Bingo; più avanti giocò nel Deportivo Italia, militandovi almeno fino al 1986: in quell'anno, infatti, si trasferì in Bolivia, al Destroyers. Con il nuovo club giocò 10 partite (con 2 gol) nella prima fase del campionato 1986. Tornato in patria, giocò nel Caracas Fútbol Club.

### Nazionale
Giocò 13 partite tra il 1979 e il 1994. Nel 1983 prese parte al torneo calcistico dei IX Giochi panamericani; nel 1985 segnò un gol durante le qualificazioni al campionato del mondo 1986, nel 2-2 contro la Colombia. Nel 1989 giocò due incontri nella Coppa America di quell'anno.